# Prescription de médicaments
 (novembre 2017).
Si vous disposez d'ouvrages ou d'articles de référence ou si vous connaissez des sites web de qualité traitant du thème abordé ici, merci de compléter l'article en donnant les références utiles à sa vérifiabilité et en les liant à la section « Notes et références ».
La prescription de médicaments est un acte de prescription indiquant les différents médicaments du plan thérapeutique proposé par le médecin ou autre professionnel de santé habilité, guidé et consenti par le patient, et engageant la responsabilité de celui qui le rédige.
La prescription de médicament est généralement réglementée par les autorités sanitaires d'un pays. Traditionnellement, la prescription de médicaments s'effectue sur une ordonnance. Des textes de loi peuvent imposer certains critères dans la rédaction de l'ordonnance.
Dans une grande majorité de pays, les prescriptions de médicaments doivent être contrôlées, validées, et délivrées par des professionnels spécialisés dans les médicaments, les pharmaciens. Cet acte est nommé dispensation des médicaments.

## Critères de rédaction
La prescription prend en compte l'indication (le diagnostic posé et la méthode employée pour rétablir la santé), mais aussi :
- l'état physique général, l'âge du patient
- les allergies et intolérances du patient, que ce soit au principe actif ou aux excipients, etc.
- les précédents traitements suivant la même indication, en cas d'échec ou de progression de la maladie
- les autres traitements en cours, pour éviter les interactions médicamenteuses néfastes ou au contraire mettre en place une synergie entre eux (ce qui amène parfois les médecins à réviser, annuler ou compléter une prescription précédente).
- implicitement, l'observance supposée au traitement en connaissance des effets secondaires et de la compliance du patient.

## Obligations
La prescription fait obligatoirement figurer :
- Nom, prénom et âge du patient
- Nom, prénom du prescripteur
- Adresse du cabinet pour les libéraux
- La date
- Les différents médicaments, avec la dose (quantité) et fréquence de prise : la posologie ; ainsi que le conditionnement : la forme galénique, etc. pour chaque médicament, la prescription précise la durée du traitement
- La signature du prescripteur, un éventuel numéro d'agrément

## Spécificités

### En France
Pour les traitements au long cours (infections...) ou de maladies chroniques (asthme, eczéma...), l'ordonnance peut être renouvelable.
Les médecins sont incités à prescrire avec les noms conventionnels des molécules (suivant la nomenclature scientifique, « dénomination commune internationale » ou DCI) et non plus seulement les appellations commerciales des médicaments. Cependant, même sans prescrire une molécule par son nom conventionnel, un pharmacien est autorisé et incité à substituer le médicament par son générique, dans le cadre de la maîtrise des dépenses de santé.
La prescription peut être rédigée sur papier libre, sauf exceptions (morphine...) qui doivent être prescrites par formulaires standardisés.
Elle donne le droit de retirer les médicaments délivrables uniquement sur ordonnance, et de demander un remboursement de la Sécurité sociale (aux taux en vigueur) pour tous les médicaments, en vente libre ou non.
La prescription est cependant obligatoire pour tous les médicaments en milieu hospitalier, qu'il soit ou non en vente libre dans les officines.
Enfin, il faut préciser que la préparation magistrale, c'est-à-dire la prescription de produits médicamenteux non commerciaux et fabriqués par le pharmacien, est en voie d'extinction.